# Pietro Luigi M. Leone
Pietro Luigi M. Leone (* 1937; † November 2023) war ein italienischer Byzantinist.

## Leben
Leone studierte Klassische Philologie an der Universität Neapel Federico II, wo ihn besonders der Gräzist Vittorio De Falco prägte. Ab 1975 wirkte Leone als ordentlicher Professor für Byzantinische Philologie an der Università degli Studi di Lecce. Dort organisierte und leitete er den vierten nationalen Kongress für byzantinische Studien, der vom 21. bis 24. April 1980 stattfand.
Leone trat durch zahlreiche kritische Editionen, Übersetzungen und Kommentare zu byzantinischen Gelehrten hervor, vor allem zu Johannes Tzetzes, Maximos Planudes, Nikephoros Gregoras und Theodorus Gaza. Auch zu antiker griechischer Prosa legte er Editionen vor, so Athanasius’ Schrift Gegen die Heiden und die Epistulae rusticae des Claudius Aelianus. Seine Ausgaben bereitete er durch intensive Studien zur handschriftlichen Überlieferung vor. Er arbeitete an einer neuen kritischen Edition der Epitoma historiarum des byzantinischen Historikers Johannes Zonaras im Rahmen des Corpus Fontium Historiae Byzantinae (Series Italica).

## Schriften (Auswahl)
- Sancti Athanasii archiepiscopi Alexandriae Contra Gentes. Introduzione, testo critico, traduzione. Neapel 1965 (= Collana di Studi Greci 43)
- Ioannis Tzetzae Historiae. Neapel 1968 (= Pubblicazioni dell’Istituto di Filologia Classica, Università degli Studi di Napoli 1). 2. Auflage, Galatina 2007
- Ioannis Tzetzae Iambi. In: Rivista di Studi Bizantini. Neue Folge, Band 6–7 (1969–1970), S. 127–156
- Nicephori Gregorae ‘Antilogia’ et ‘Solutiones quaestionum’. In: Byzantion. Band 40 (1970), S. 471–516
- Nicephori Gregorae Opuscula nunc primum edita. In: Annali della Faccoltä di Lettere e Filosofia della Università di Macerata. Band 3–4 (1970–1971), S. 731–782
- Nicephori Gregorae ad imperatorem Andronicum II Palaeologum orationes. In: Byzantion. Band 41 (1971), S. 497–519
- Il Φιλομαθὴς ἢ περὶ ὑβριστῶν di Niceforo Gregora. In: Rivista di studi bizantini e neoellenici. Band 8–9 (1971–1972), S. 171–201
- Nicephori Gregorae Opuscula nunc primum edita. In: Annali della Faccoltà di Lettere e Filosofia della Università di Macerata Band 3–4 (1970–1971), S. 731–782
- Ioannis Tzetzae Epistulae. Leipzig 1972 (Bibliotheca Teubneriana)
- Claudii Aeliani Epistulae rusticae. Mailand 1974 (= Testi e documenti per lo studio dell’antichità 43)
- Niceforo Gregora. Fiorenzo o intorno alla sapienza. Testo critico, introduzione, traduzione e commentario. Neapel 1975 (= Bizantina et Neo-Hellenica 4)
- Nicephori Gregorae Epistulae. 2 Bände, Matino 1982–1983
- La Vita Antonii Cauleae di Niceforo Gregora. In: Nicolaus. Band 11 (1983), S. 3–50
- Theodori Gazae Epistolae. Neapel 1990
- Maximi Monachi Planudis Epistulae. Amsterdam 1991 (= Classical and Byzantine Monographs 18)
- Nicephori Gregorae Vita Constantini. Catania 1994
- Ioannis Tzetzae Carmina Iliaca. Catania 1995
- Scholia vetera et paraphrases in Lycophronis Alexandram. Galatina 2002
- Giovanni Tzetzes: La leggenda troiana (Carmina Iliaca). Introduzione, testo, traduzione e note Lecce/Rovato 2015 (= Satura 15), ISBN 978-88-6760-314-5
- Ioannis Tzetzae Theogonia. Lecce/Rovato 2019, ISBN 978-88-6760-665-8